# Ванни, Рафаэлло
Рафаэлло Ванни (итал. Raffaello Vanni; 3 сентября 1595, Сиена, Тоскана — 29 ноября 1673, там же) — итальянский живописец периода барокко сиенской школы. Сын Франческо Ванни. Младший брат живописца Микельанджело Ванни.

## Биография
Рафаэлло Ванни родился в Сиене, в Тоскане, в 1595 году. Учился у отца, Франческо Ванни. Отец умер в 1610 году. Оставшись сиротой в пятнадцать лет, юноша отправился в Рим, где был рекомендован Антонио Карраччи, представителю большой семьи работавших в Риме болонских художников. Ванни не стал придерживаться манер живописи отца и учителя. Он стал последователем художника римского барокко Пьетро да Кортона. В 1655 году был принят в Академию Святого Луки.
В Риме Рафаэлло Ванни написал алтарную картину «Рождение Девы Марии» для церкви Санта-Мария-делла-Паче. В 1653 году он также написал две картины в люнете церкви Санта-Мария-дель-Пополо, представляющие предков Девы Марии. Эти панели, выполненные маслом на дереве, были размещены над гробницами Агостино и Сиджизмондо Киджи в Капелле Киджи этой церкви. В базилике Санта-Кроче-ин-Джерусалемме он написал «Сон матери святого Роберта». Его работа «Мистическое бракосочетание Святой Екатерины» находится во Палаццо Питти, а другие произведения — в Сиене и Пизе.
Одним из его учеников был Дейфебо Бурбарини.

## Галерея

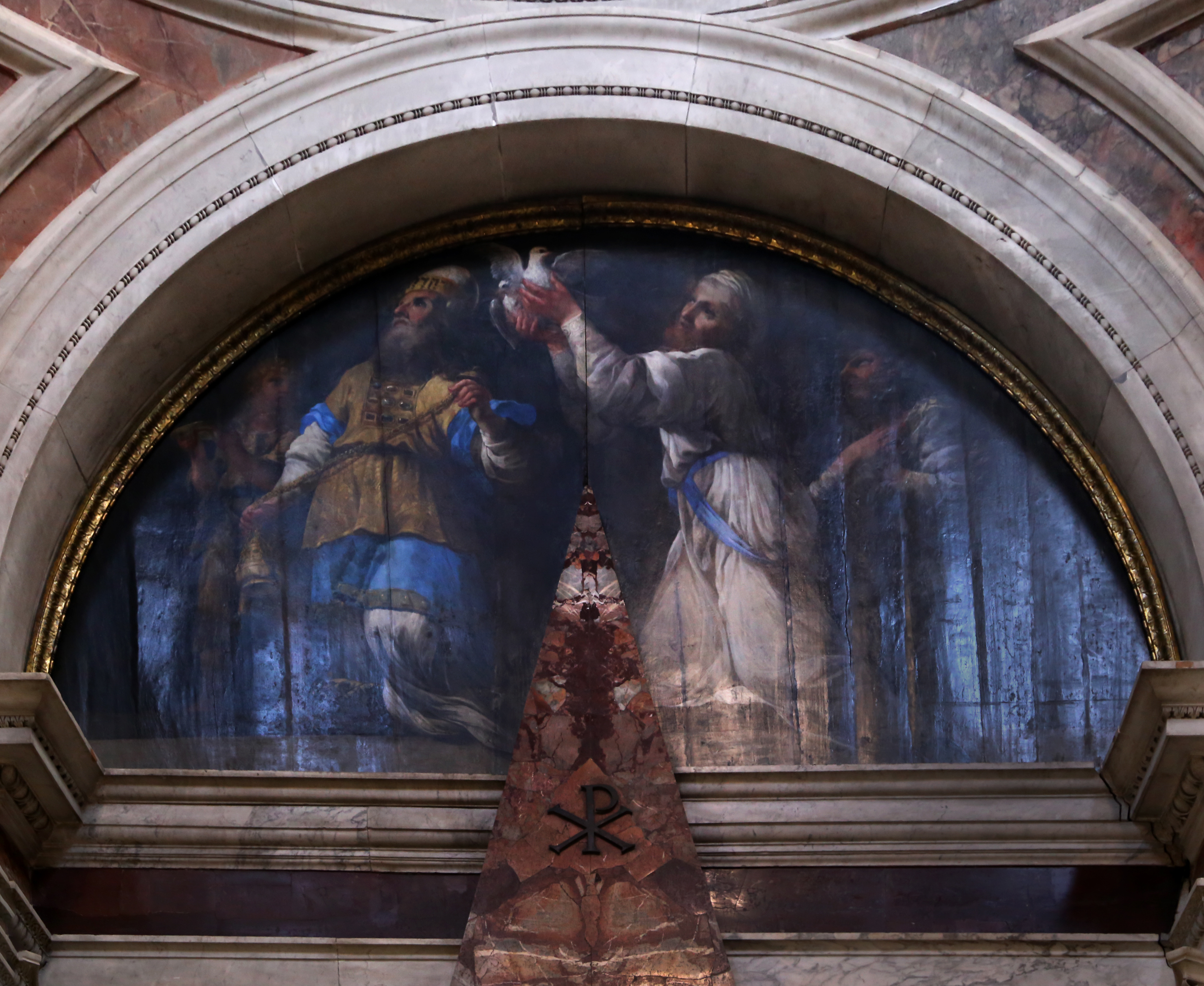
Пророки. Люнет Капеллы Киджи церкви Санта-Мария-дель-Пополо
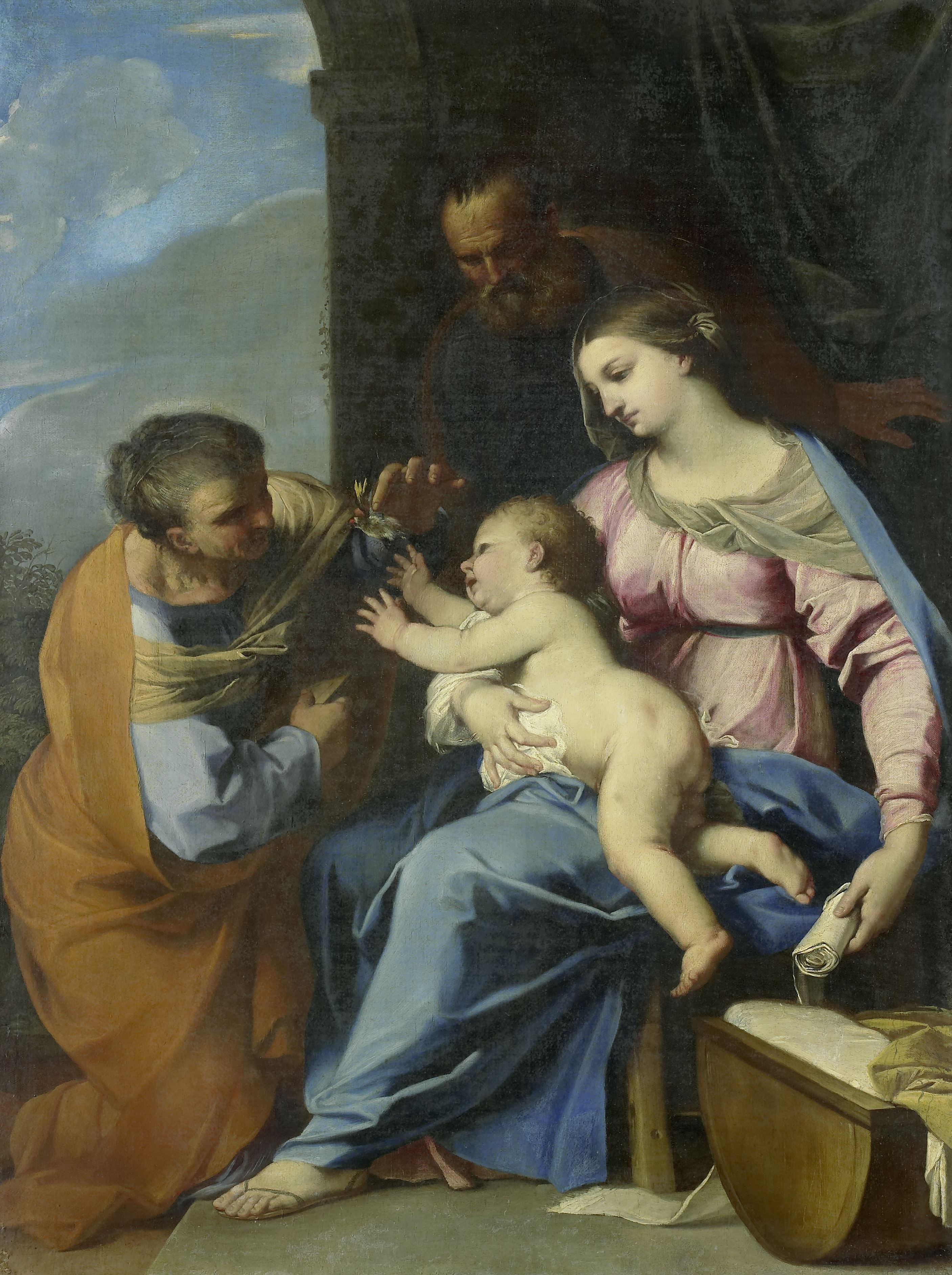
Святое семейство. Между 1640 и 1660. Холст, масло. Рейксмюсеум, Амстердам
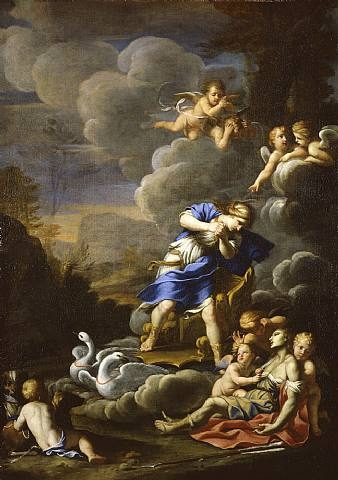
Венера, оплакивающая смерть Адониса. Между 1600 и 1673. Холст, масло. Дом искусств, Монте-Карло
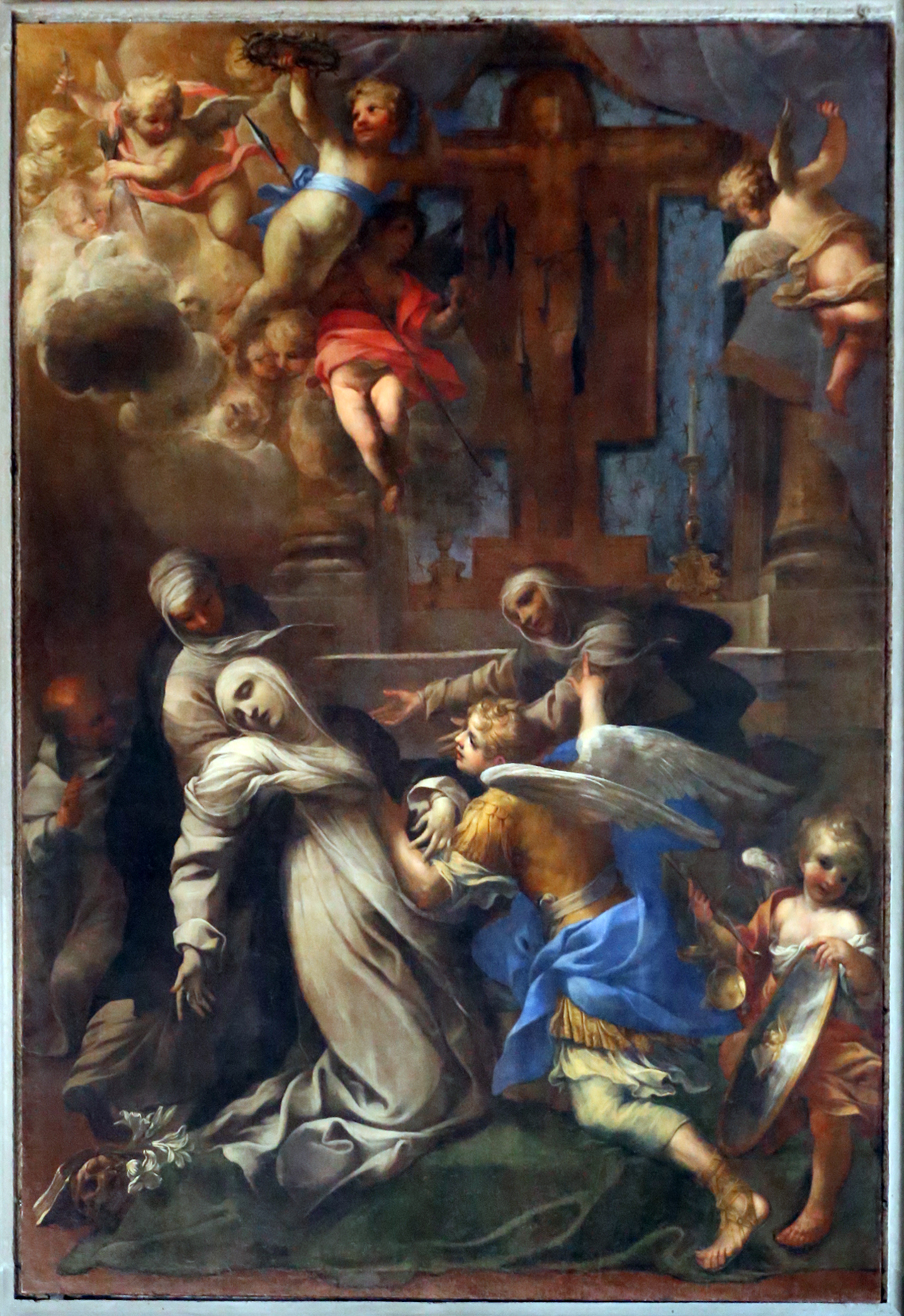
Святая Екатерина Сиенская, получающая стигматы. 1655. Холст, масло. Церковь Святой Екатерины Сиенской, Пиза
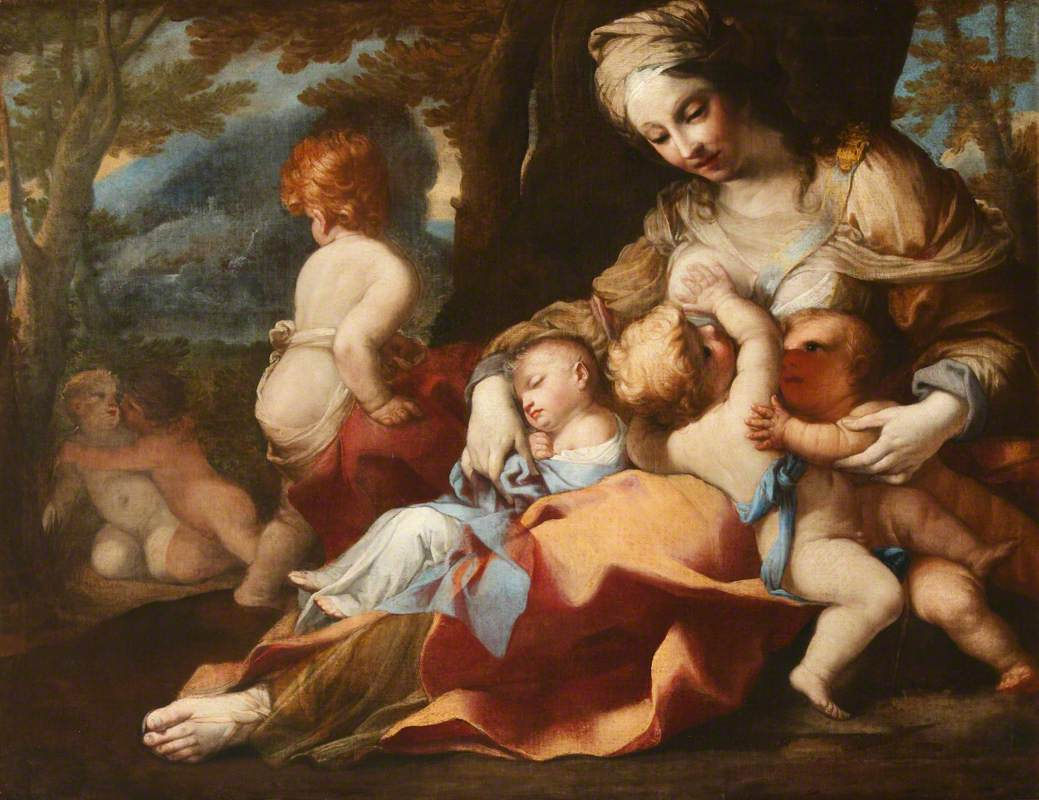
Аллегория Милосердия. Между 1655 и 1673. Холст, масло. Национальный фонд, Великобритания
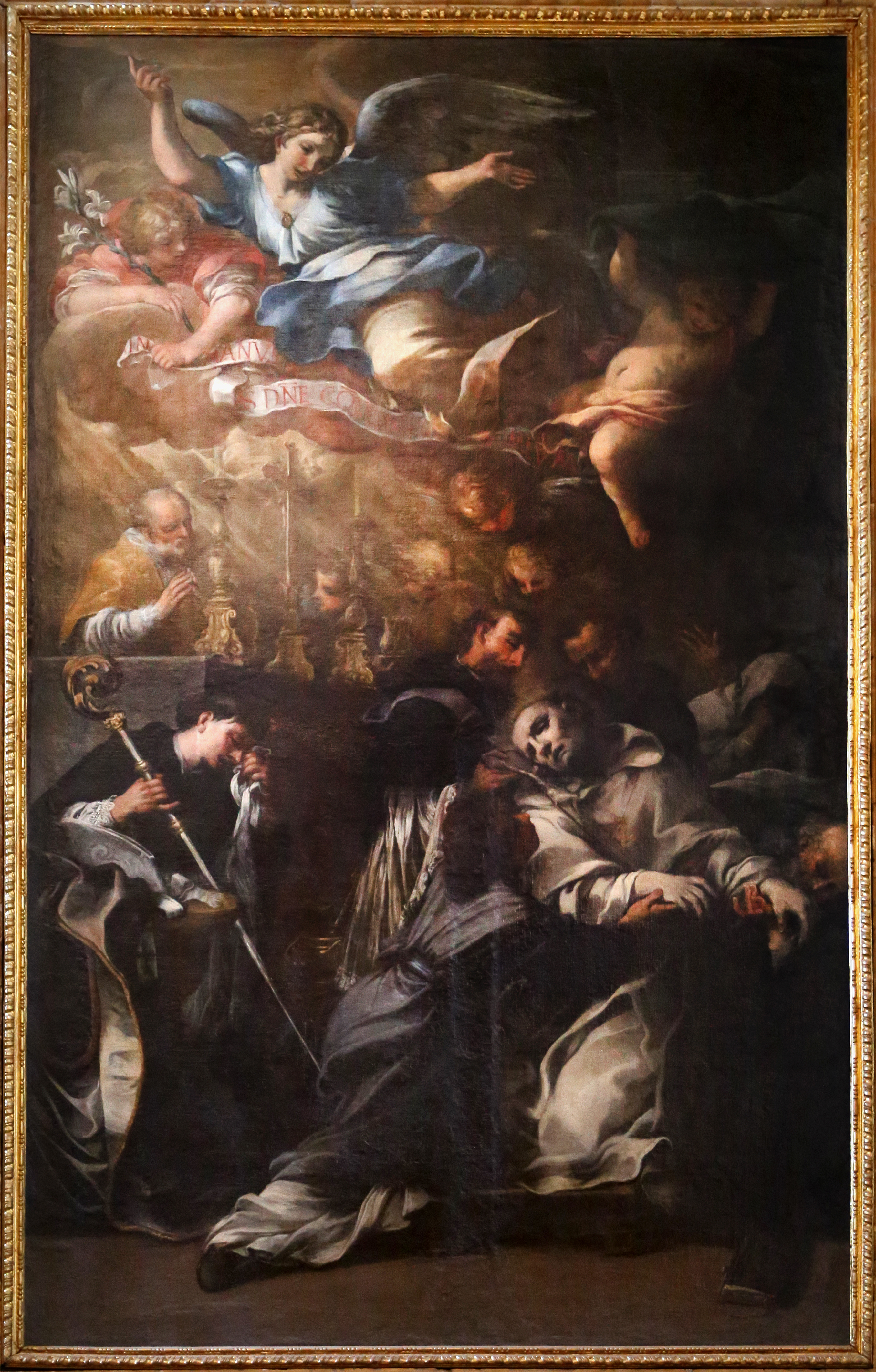
Смерть Святого Фомы да Вильянуэва. 1664. Церковь Сант-Агостино, Сиена
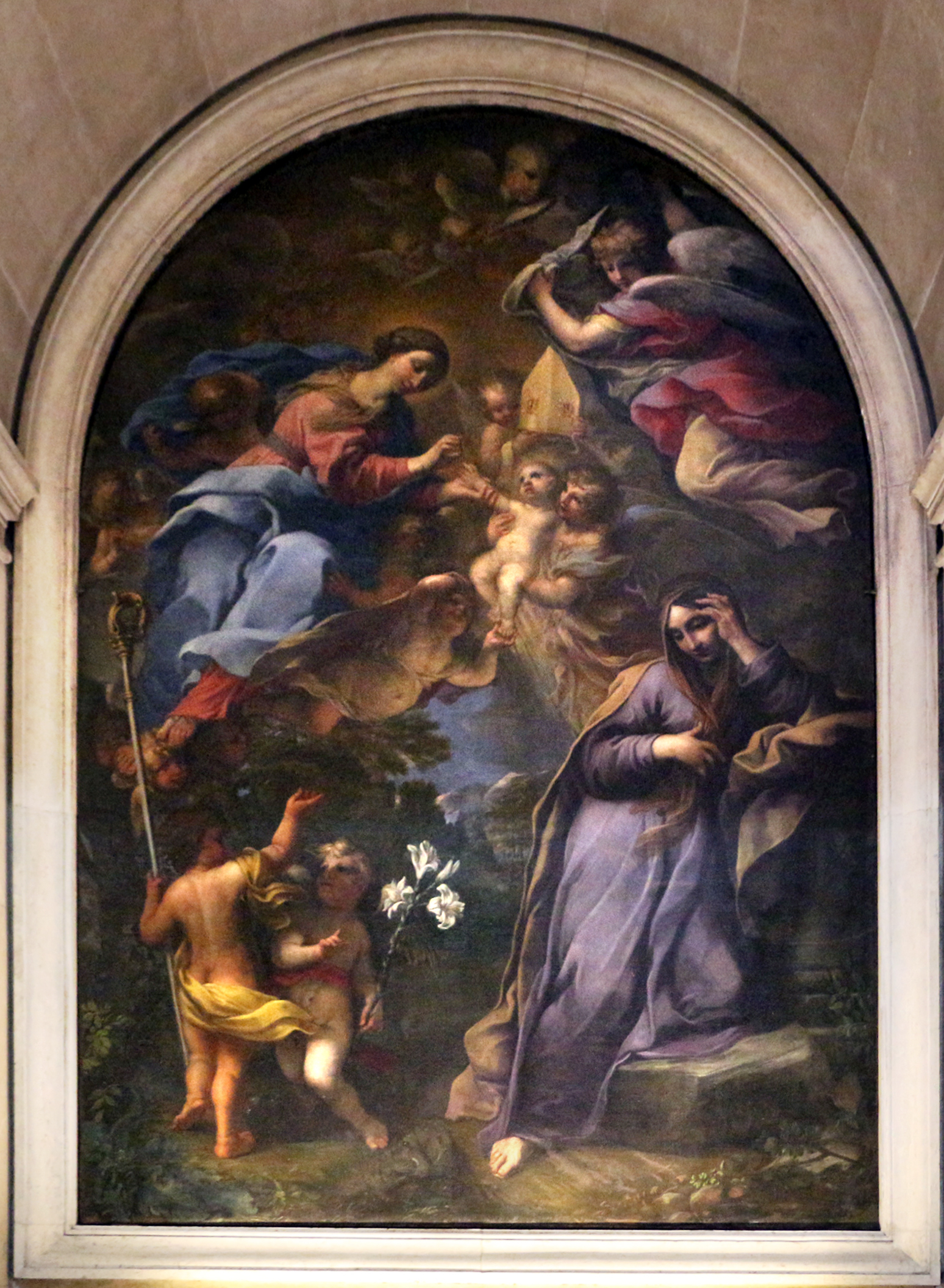
Сон матери Святого Роберто. 1625. Холст, масло. Базилика Санта-Кроче-ин-Джерусалемме, Рим
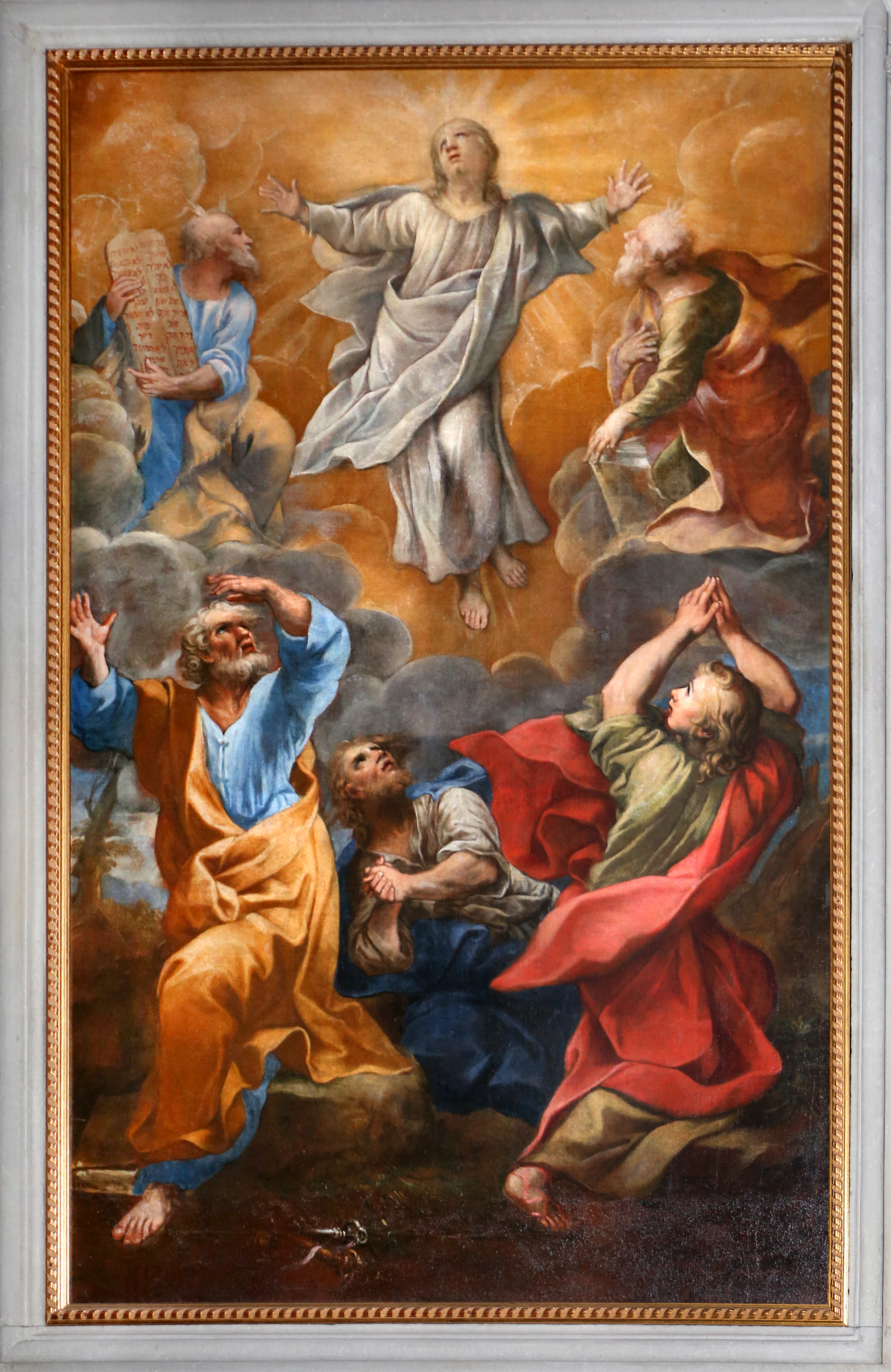
Преображение. Собор Санта-Мария-Ассунта (Кортона)